# گربه‌های ولگرد
گربه‌های ولگرد (انگلیسی: Stray Cats) نام یک فیلم کوتاه کره‌ای به کارگردانی لی چول-ها است که در سال ۲۰۰۹ میلادی منتشر شد.

## بازیگران
- سونگ ها-یون
- چوی جین-هو
- چوی جائه-یون
- جونگ جیائه-سون